# Coppa del Portogallo 2003-2004 (hockey su pista)
La Coppa del Portogallo 2003-2004 è stata la 31ª edizione della principale coppa nazionale portoghese di hockey su pista. La competizione ha avuto luogo dall'11 ottobre 2003 all'11 luglio 2004 con la disputa delle final four a Oliveira de Azeméis. Il trofeo è stato conquistato dal Barcelos per la quarta volta nella sua storia superando in finale l'Alenquer Benfica.

## Risultati

### Ottavi di finale
| Squadra 1        | Risultato | Squadra 2           |
| ---------------- | --------- | ------------------- |
| Marítimo         | 2 - 4     | Infante de Sagres   |
| Amadora          | 2 - 12    | Barcelos            |
| Espinho          | 6 - 4     | Juventude Viana     |
| Alenquer Benfica | 3 - 1     | Candelária          |
| Sintra           | 6 - 3     | Vitória Barcelinhos |
| Santa Clara      | 3 - 6     | Famalicense         |
| Paço de Arcos    | 1 - 2     | Porto               |
| Nortecoope       | 2 - 4     | Benfica             |

### Quarti di finale
| Squadra 1        | Risultato | Squadra 2         |
| ---------------- | --------- | ----------------- |
| Benfica          | 1 - 4     | Porto             |
| Sintra           | 5 - 3     | Famalicense       |
| Alenquer Benfica | 8 - 5     | Espinho           |
| Barcelos         | 10 - 4    | Infante de Sagres |

### Final four

#### Semifinali
| Oliveira de Azeméis 10 luglio 2004     | Alenquer Benfica | 2 – 2 (d.t.s.) | Sintra |  |
| \| \| \| \| \| \| Shootout 2 – 0 \| \| |                  |                |        |  |
|                                        |                  |                |        |  |
|                                        | Shootout 2 – 0   |                |        |  |

| Oliveira de Azeméis 10 luglio 2004 | Barcelos | 8 – 6 (d.t.s.) | Porto |  |

#### Finale
| Oliveira de Azeméis 11 luglio 2004 | Alenquer Benfica | 1 – 5 | Barcelos |  |